# Ludwig Imhoff (Jurist)
Ludwig Philipp Imhoff (* 30. Juni 1878 in Mannheim; † 25. August 1953 in Frankfurt am Main) war ein deutscher Jurist und Ministerialbeamter.

## Werdegang
Imhoff, Sohn des Kaufmanns August Imhoff, promovierte 1900 zum Doktor der Rechtswissenschaften. Von 1905 bis 1909 stand er als Richter im Kolonialdienst in Samoa. Nach Rückkehr in die Heimat war er von 1909 bis 1914 Regierungsassessor im badischen Staatsdienst. Seine weitere Laufbahn wurde durch den Kriegsdienst unterbrochen. Von 1919 bis 1924 und von 1925 bis 1945 war im Rang eines Regierungsrats, später als Ministerialrat, im Reichswirtschaftsministerium tätig. Während dieser Zeit nahm er an Wirtschaftskongressen und Außenhandelsverhandlungen teil. 1927 war er Berater des Abgeordneten Rudolf Breitscheid beim Völkerbund. 1943 folgte seine Ernennung zum Ministerialdirigenten.
Nach Ende des Zweiten Weltkriegs war er zunächst bis 1946 inhaftiert. 1947 übernahm er eine Tätigkeit in einer Justizvollzugsanstalt. 1948 war er Richter in Karlsruhe und wechselte dann in das Zentralamt für Wirtschaft in der Britischen Zone. Nach Gründung der Bundesrepublik war er bis 1951 im Bundeswirtschaftsministerium mit Zollpolitik und Außenhandel befasst.

## Ehrungen
- 1952: Großes Verdienstkreuz der Bundesrepublik Deutschland

## Schriften
- Allgemeines Zoll- und Handelsabkommen. GATT. Beck, München u. a. 1952.
- Weite Welt und breites Leben. Meine Erlebnisse in fünf Erdteilen. Selbstverlag, Frankfurt am Main 1955.